# 에우고
에우고(영어: AEUG, 일본어: エゥーゴ)는 반지구연방조직(영어: Anti Earth Union Group)의 약자로 TV 애니메이션 《기동전사 Z 건담》 및 《기동전사 건담 ZZ》에 등장하는 가공의 조직이다.

## 개요
지구연방군의 준장, 블랙스 포라 등에 의해 지구연방군을 모체로 하여 결성되었다. 명칭이 "반지구연방"을 포함하고 있지만, 실제로는 연방군 내의 한 파벌이며 멤버의 대부분은 지구연방군 소속이다.

## 같이 보기
- 기동전사 Z 건담